# 下一个永远
《下一个永远》是張信哲的第27張个人专辑，也是他在新力音樂的最后一张个人国语专辑。在2003年张信哲因为声带息肉而做了手术，而整个2003年张信哲并未有发片，这张专辑距离上一张新歌唱片《我好想》的发行也将近3年时间，是有史以来张信哲新片间隔时间最久的一次。声带手术后张信哲的声线有了一定变化，中音的控制更加纯熟而高音部分水准略有下降，而同样处于事业下坡期的张信哲在这张唱片后同SONY BMG(2004年11月后新改组而成)也未能续约而离开，直到两年后才加盟新唱片公司海蝶音乐。张信哲在这张专辑的曲风上开始有了更大的转变，不再寻求歌曲高音的难度，更多的出现中音水平的歌曲，「想我的理由」是本张唱片音域最高的曲目；专辑的标题歌曲为好友伍思凯谱曲的「下一个永远」；另外，陈小霞、陈绮贞、李焯雄和林夕等知名音乐人为次专辑亲自跨刀。

## 曲目
| 曲序 | 曲名       | 作曲       | 作詞         | 編曲        | 注釋             |
| 01   | 白月光     | 松本俊明   | 李焯雄       | Terence Teo | 第一主打         |
| 02   | 下一个永远 | 伍思凯     | 施立         | 吴庆隆      | 第二主打         |
| 03   | 你懂吗     | 陈小霞     | 施立         | 李雨寰      |                  |
| 04   | 习惯寂寞   | 陈忠义     | 陈忠义、施立 | 吕绍淳      | 第四主打         |
| 05   | 想我的理由 | 欧阳业俊   | 李焯雄       | 洪敬尧      | 第三主打         |
| 06   | 爱与折磨   | 陈小霞     | 施立         | 洪晟文      |                  |
| 07   | 邊愛邊走   | 洪伟杰     | 林夕         | 刘志远      |                  |
| 08   | 九月雨     | 宇督宫优子 | 杨明学       | 洪敬尧      | 第五主打         |
| 09   | 月半圆     | 宇督宫优子 | 陈绮贞       | 钟成虎      |                  |
| 10   | 惹尘       | 伍卓贤     | 林夕         | 洪敬尧      | 第六主打，粤语歌 |

## 唱片版本
- CD版